# التعليم في المملكة المتحدة
التعليم في المملكة المتحدة هو مسألة متداولة لأن كل من بلدان المملكة المتحدة لديها أنظمة منفصلة تحت حكومات منفصلة: حكومة المملكة المتحدة هي المسؤولة مباشرة عن انكلترا. في حين أن الحكومة الاسكتلندية وحكومة ويلز والمدير التنفيذي في أيرلندا الشمالية هي المسؤولة عن اسكتلندا، ويلز وأيرلندا الشمالية، على التوالي. في إنكلترا وويلز، تنطبق المرحلة التأسيسية لمرحلة الطفولة المبكرة (إيفس) على الأطفال الذين تبلغ أعمارهم 5 سنوات أو أقل، ويطبق المنهاج الدراسي الوطني على الأطفال الذين تتراوح أعمارهم بين 5 سنوات فأكثر.
للاطلاع على تفاصيل التعليم في كل بلد، انظر:
- التعليم في انجلترا
- التعليم في ايرلندا الشمالية
- التعليم في اسكتلندا
- التعليم في ويلز

## مراحل
توجد في كل بلد خمس مراحل من مراحل التعليم: السنوات الأولى، والتعليم الابتدائي والثانوي، والتعليم الإضافي، والتعليم العالي. وينص القانون على أن التعليم بدوام كامل إلزامي لجميع الأطفال الذين تتراوح أعمارهم بين 5 سنوات (4 في أيرلندا الشمالية) و 16 عاما في سن التعليم الإلزامي. وفي إنكلترا، تم توسيع نطاق التعليم الإلزامي أو التدريب الإلزامي ليصل إلى 18 عاما لمن ولدوا في 1 أيلول / سبتمبر 1997 أو بعده. ولا يلزم أن يكون هذا التعليم بدوام كامل في المدرسة وأن عددا من الآباء يختارون تعليمهم في المنزل. وقبل أن يصلوا إلى سن التعليم الإجباري، يمكن تعليم الأطفال في الحضانة إذا رغب الوالدان في وجود تمويل حكومي محدود لهذه الأماكن. التعليم الإضافي غير إلزامي، ويغطي التعليم غير المتقدم الذي يمكن أن تؤخذ في مزيد (بما في ذلك كلياتالتعليم العالي) ومؤسسات التعليم العالي (مؤسسات التعليم العالي). المرحلة الخامسة، التعليم العالي، تدرس ما وراء المستويات الأولى أو بتيك (وما يعادلها) التي، بالنسبة لمعظم الطلاب بدوام كامل، ويتم في الجامعات وغيرها من مؤسسات التعليم العالي والكليات. 
يوفر المنهج الوطني الذي أنشئ في عام 1988 إطارا للتعليم في إنكلترا وويلز تتراوح أعمارهم بين 5 و 18 سنة. وعلى الرغم من أن المنهاج الوطني ليس إلزاميا، فإنه يتبعه معظم المدارس الحكومية، ولكن بعض المدارس الخاصة، والأكاديميات، المدارس الحرة والمدرسين المنزليين تصميم المناهج الخاصة بهم. في اسكتلندا أقرب ما يعادلها هو برنامج المناهج للتميز، وفي ايرلندا الشمالية هناك شيء يعرف باسم المناهج المشتركة. المؤهلات الاسكتلندية الوطنية 4 / 5S، هايرز والمتقدمون العليا هي مشابهة جدا لدورات اللغة الإنجليزية المتقدمة (أس) والمستوى المتقدم (A2).

## تصنيف عالمي
ظلت المملكة المتحدة، التي كانت تقليديا بلدا رفيع الأداء في التصنيف الدولي للتعليم، راكدة في السنوات الأخيرة في تصنيفات مثل اختباراتالبرنامج الدولي لتقييم الطلبة (بيسا). في عام 2013 للقراءة والرياضيات البلاد ككل وقفت في التصنيف المتوسط، وهو موقف يشبه إلى حد كبير قبل ثلاث سنوات.  داخل المملكة المتحدة اسكتلندا أداء أفضل قليلا من إنجلترا. وكلاهما كان متقدما بفارق طفيف على أيرلندا الشمالية، وفاز بشكل ملحوظ على ويلز. ولكن هذه النتائج تتناقض مع تلك التي نشرتها شركة بيرسون للتربية والنشر في عام 2014، والتي وضعتالمملكة المتحدة في المرتبة الثانية عبر الدول الأوروبية والسادسة في جميع أنحاء العالم؛ أخذت هذه التصنيفات في الحسبان معدلات الدراسات العليا في التعليم العالي، والتي قد تكون أعلى رتبة منها في بيسا.

## تمويل
في الفترة 2015/2016، أنفقتالمملكة المتحدة 3.2 مليار جنيه استرليني على التعليم دون سن الخامسة، و 27.7 مليار جنيه استرليني على التعليم الابتدائي، و 38.2 مليار جنيه استرليني للتعليم الثانوي و 5.9 مليار جنيه استرليني للتعليم العالي. في المجموع، أنفقت المملكة المتحدة 83.4 مليار جنيه استرليني على التعليم (بما في ذلك 8.4 مليار جنيه استرليني على فئات أخرى).
تمويل مدارس المملكة المتحدة سوف يتغير إلى صيغة وطنية في عام 2018، مع احتمال أن تحصل بعض المدارس على الصيغة الجديدة، ومن المرجح أن تخسر غيرها. وزيرة الدولة للتعليم، جوستين غرينينغ تدعي أن التمويل سوف يعتمد بنسبة أقل على يانصيب الرمز البريدي. مكتب المحاسبة الوطني (ناو) يدعي التمويل سيتم خفض بنسبة 8٪.
انتقدت لجنة برلمانية عابرة للحزب برنامج المدارس الحرة الحكومية كقيمة سيئة مقابل المال. وانتقدت لجنة الحسابات العامة الحكومة على الإنفاق المفرط على المواقع غير الملائمة وبناء المدارس حيث لا توجد حاجة إلى ذلك. وفي الوقت نفسه، مدارس أخرى لا تحصل على إصلاحات القيام به وتحتاج £ 7bn ليتم إعادتها إلى حالة مرضية. وقال تقرير لجنة الحسابات العامة: «في حين أن الوزارة تنفق أموالا كبيرة في إنشاء 500 مدرسة مجانية أخرى، حتى في المناطق التي لا يوجد بها نقص في الأماكن، فإن المدارس القائمة تكافح من أجل العيش ضمن ميزانياتها والقيام بعمليات صيانة روتينية».